# USS Harry S. Truman
USS Harry S. Truman (CVN-75) este al optulea portavion din clasa Nimitz al Marinei Statelor Unite, numit după cel de-al 33-lea președinte al Statelor Unite, Harry S. Truman.
Harry S. Truman a fost lansat la 7 septembrie 1996 de Newport News Shipbuilding, Newport News, Virginia și pus în funcțiune la 25 iulie 1998 cu căpitanul Thomas Otterbein la comandă. Președintele Bill Clinton a fost vorbitorul principal, iar printre alți participanți și vorbitori de seamă au fost reprezentantul statului Missouri Ike Skelton, guvernatorul statului Missouri Mel Carnahan, secretarul Apărării William Cohen și secretarul Marinei John H. Dalton.
Harry S. Truman a fost inițial nava amiral al Carrier Group Two și, începând cu 1 octombrie 2004, al Carrier Strike Group Ten.
Începând cu 2001, grupul de luptă Harry S. Truman a participat la Operațiunea Joint Endeavour, Operațiunea Deny Flight, Operațiunea Southern Watch, Operațiunea Enduring Freedom – Afganistan, Operațiunea Iraqi Freedom, Summer Pulse '04 și Operațiunea NATO Medshark/Majestic Eagle '04.
În prima jumătate a anului 2016, Harry S. Truman, ca navă amiral a Carrier Strike Group 8, a desfășurat o operațiune aeriană de 8 luni împotriva ISIL în Estul Mediteranei, ca parte a Operațiunii Inherent Resolve. A fost nava amiral a Carrier Strike Group 8 din iunie 2014.
Harry S. Truman împreună cu CVW-1 și grupul ei de luptă au fost desfășurați în larg la 1 decembrie 2021. Inițial a fost planificat ca Truman să tranziteze Canalul Suez în Orientul Mijlociu. Cu toate acestea, având în vedere escaladarea conflictului dintre Rusia și Ucraina de la sfârșitul anului 2021, portavionului i s-a ordonat să rămână în Marea Mediterană.